# Водосховища Волинської області
Водосховища Волинської області — водосховища, які розташовані на території Волинської області (в адміністративних районах і басейнах річок).
На території Волинської області налічується — 9 водосховищ, загальною площею понад — 1960 га, з повним об'ємом — 36,4 млн м³.

## Загальна характеристика
Територія Волинської області становить 20,14 тис. км² (3,3 % площі України).
Південною та західною частинами області проходить Головний європейський вододіл, що розділяє басейни Чорного та Балтійського морів, зокрема Дніпра та Вісли.
Водозбір Західного Бугу (басейн Вісли) становить 19 % території області, а басейн Прип'яті (басейн Дніпра) — 81 %.
До басейну Дніпра належить річка Прип'ять (172 км довжини у межах області) та її притоки Турія, Стохід, Стир та ін.
Річка Західний Буг має довжину в межах області 184 км, найбільша права притока р. Луга.
Водосховища на території Волинської області знаходяться у задовільному стані. Більшість водосховищ (8) належать до малих (об'ємом менше 10 млн м³), 1 — до невеликих (Турське озеро). За цільовим призначенням водосховища області використовуються, в основному, для зволоження осушених земель та риборозведення.
До складу водосховищ водогосподарськими організаціями включено Турське озеро (площа — 13,54 км², глибина — 2,0-2,5 м, об'єм — 21,5 млн м³, мінералізація води — 410 мг/дм³), яке знаходиться у Ратнівському районі і входить до басейну Західного Бугу.
Це озеро природного походження, але воно є частиною Турської осушувальної системи, тому відчуває на собі водогосподарське регулювання.

## Наявність водосховищ (вдсх) у межах адміністративно-територіальних районів та міст обласного підпорядкування Волинської області[1]
| Район, місто         | Кількість вдсх, шт. | Площа вдсх, га | Об'єм вдсх — повний, млн м³ | Об'єм вдсх — корисний, млн м³ | В оренді, шт. | В оренді, га |
| -------------------- | ------------------- | -------------- | --------------------------- | ----------------------------- | ------------- | ------------ |
| Володимир-Волинський | -*                  | -              | -                           | -                             | -             | -            |
| Горохівський         | -                   | -              | -                           | -                             | -             | -            |
| Іваничівський        | -                   | -              | -                           | -                             | -             | -            |
| Камінь-Каширський    | 2                   | 117            | 2,9                         | 2,3                           | 1             | 55           |
| Ківерцівський        | -                   | -              | -                           | -                             | -             | -            |
| Ковельський          | 2                   | 129            | 3,6                         | 2,8                           | 1             | 78           |
| Локачинський         | -                   | -              | -                           | -                             | -             | -            |
| Луцький              | -                   | -              | -                           | -                             | -             | -            |
| Любешівський         | 1                   | 78             | 1,5                         | 1,5                           | -**           | -            |
| Любомльський         | -                   | -              | -                           | -                             | -             | -            |
| Маневицький          | 1                   | 48             | 1,4                         | 1,2                           | -             | -            |
| Ратнівський          | 2                   | 1534           | 25,7                        | 24,9                          | -             | -            |
| Рожищенський         | -                   | -              | -                           | -                             | -             | -            |
| Старовижівський      | -                   | —              | -                           | -                             | -             | -            |
| Турійський           | -                   | -              | -                           | -                             | -             | -            |
| Шацький              | -                   | -              | -                           | -                             | -             | -            |
| м. Ковель            | 1                   | 54             | 1,3                         | 0,5                           | -             | -            |
| Разом                | 9                   | 1960           | 36,4                        | 33,2                          | 2             | 133          |

Примітки: -* — немає водосховищ на території району;
-* — немає водосховищ, переданих в оренду.
Серед 9 водосховищ Волинської області лише — 2 (22 %) використовуються на умовах оренди 78 % — на балансі водогосподарських організацій.

## Наявність водосховищ (вдсх) у межах основнихрайонів річкових басейнівна території Волинської області[1]
| Район річкового басейну | Кількість вдсх, шт. | Площа вдсх, га | Об'єм вдсх — повний, млн м³ | Об'єм вдсх — корисний, млн м³ | В оренді, шт. | В оренді, га |
| ----------------------- | ------------------- | -------------- | --------------------------- | ----------------------------- | ------------- | ------------ |
| Дніпра, у тому числі    | 7                   | 426            | 10,7                        | 8,3                           | 2             | 133          |
| р. Прип'ять             | 7                   | 426            | 10,7                        | 8,3                           | 2             | 133          |
| Вісли, у тому числі     | 2                   | 1534           | 25,7                        | 24,9                          | -*            | -            |
| р. Західний Буг         | 2                   | 1534           | 25,7                        | 24,9                          | -             | -            |
| Разом                   | 9                   | 1960           | 36,4                        | 33,2                          | 2             | 133          |

Примітка: * — немає водосховищ, переданих в оренду.
В межах району річкового басейну Дніпра розташовано 78 % водосховищ Волинської області; на район річкового басейну Вісли (Західного Бугу) припадає 22 % водосховищ.

## Наявність водосховищ (вдсх) об'ємом понад 10млн м³ на території Волинської області[1]
| Назва водосховища, річки (басейну)                                                  | Місцезнаходження вдсх (населений пункт, район) | Площа вдсх, га | Об'єм вдсх — повний, млн м³ | Об'єм вдсх — корисний, млн м³ |
| ----------------------------------------------------------------------------------- | ---------------------------------------------- | -------------- | --------------------------- | ----------------------------- |
| Турське озеро — Турська осушувальна система (р. Західний Буг, р. Нарев, р. Вісла) * | с. Тур, Ратнівський                            | 1354           | 21,5                        | 21,5                          |

Примітка: * — у дужках наведено послідовність впадіння річки, на якій розташовано водосховище, у головну річку.